# منتخب إنجلترا لدوري الرغبي للسيدات
منتخب إنجلترا الوطني لدوري الرغبي للسيدات (بالإنجليزية: England women's national rugby league team)‏ هو ممثل المملكة المتحدة الرسمي في المنافسات الدولية في دوري الرغبي للسيدات.

## وصلات خارجية
- الموقع الرسمي